# Dario Ambrosini
Dario Ambrosini (* 7. März 1918 in Cesena, Italien; † 14. Juli 1951 bei Albi, Frankreich) war ein italienischer Motorradrennfahrer.
Ambrosini gewann 1950 mit Benelli den Weltmeistertitel in der 250-cm³-Klasse der Motorrad-Weltmeisterschaft. 1951 kam er bei einem Unfall im französischen Albi ums Leben.

## Karriere
Dario Ambrosini begann bereits vor dem Zweiten Weltkrieg mit dem Motorradrennsport. 1939 konnte er auf einer 250-cm³-Benelli Rennen in Verona, Rom, Terni und Spoleto gewinnen. Im Jahr 1940 wechselte Ambrosini zum Werksteam von Moto Guzzi, dem größten Rivalen Benellis in der 250er-Klasse, und ging für den Hersteller aus Mandello del Lario bis einschließlich 1947 an den Start. Auf Moto Guzzi gewann er 1947 den italienischen 250-cm³-Meistertitel. 1948 wechselte Dario Ambrosini zurück zu Benelli und gewann mit der 250-cm³-Einzylindermaschine, die noch aus der Zeit vor dem Weltkrieg stammte, unter anderem den Großen Preis der Schweiz.
Ab der Motorrad-Weltmeisterschaft 1949 startete Dario Ambrosini für Benelli in der 250-cm³-Klasse der neu geschaffenen Motorrad-Weltmeisterschaft. Seine Maschine stellte sich gegenüber den Moto Guzzis als nicht sehr konkurrenzfähig heraus, dennoch konnte er beim letzten WM-Lauf in Monza seinen ersten Sieg verbuchen und die Weltmeisterschaft als Zweiter hinter Bruno Ruffo abschließen.
Die Saison 1950 verlief für Dario Ambrosini erfolgreicher. Er erreichte in den vier ausgetragenen WM-Läufen drei Siege, darunter die Tourist Trophy und einen zweiten Rang. Mit 30 Punkten wurde er überlegen 250er-Weltmeister und hatte im Endklassement mehr als doppelt so viele Zähler auf dem Konto als der Vizemeister Maurice Cann aus Großbritannien, der auf 14 Punkte kam.
1951 gewann Ambrosini den ersten 250er-WM-Lauf in Bremgarten und wurde Zweiter bei der TT. Beim folgenden Grand Prix von Frankreich in Albi ging er mit einer neuen Version der 250er-Benelli, die nun mit einer Teleskopgabel ausgerüstet war, an den Start. Während eines Trainingslaufes bekam er bei Tempo 180 in Anfahrt einer schnellen Kurve einen Defekt am Vorderradreifen. Ambrosini schaffte es zwar, sein Motorrad noch ca. 40 Meter unter Kontrolle zu halten, kam dann jedoch von der Strecke ab und stürzte in die Streckenbegrenzung. Dabei wurde er von der Maschine geschleudert und zog sich beim Aufprall auf einen eisernen Zaunpfahl schwere Kopfverletzungen zu. Gianni Leoni, der als Erster die Unfallstelle passierte, stoppte sofort, konnte seinem Landsmann aber nicht mehr helfen. Dario Ambrosini starb kurze Zeit später auf dem Weg ins Krankenhaus und wurde damit der erste tödlich verunglückte Weltmeister in der Geschichte der Motorrad-WM. Leoni kam nur einen Monat später bei einem Unfall im Training zum Ulster Grand Prix ebenfalls ums Leben.

## Statistik

### Erfolge
- 1947 – Italienischer 250-cm³-Meister auf Moto Guzzi
- 1950 – 250-cm³-Weltmeister mit Benelli
- 5 Grand-Prix-Siege

### Isle-of-Man-TT-Siege
| Jahr | Klasse                | Maschine | Durchschnittsgeschwindigkeit |
| ---- | --------------------- | -------- | ---------------------------- |
| 1950 | Lightweight (250 cm³) | Benelli  | 78,08 mph (125,66 km/h)      |

### In der Motorrad-Weltmeisterschaft
| Saison | Klasse  | Ergebnis    | Maschine | Siege |
| ------ | ------- | ----------- | -------- | ----- |
| 1949   | 250 cm³ | 2.          | Benelli  | 1     |
| 1950   | 250 cm³ | Weltmeister | Benelli  | 3     |
| 1951   | 250 cm³ | 3.          | Benelli  | 1     |